# Hunter (Arkansas)
Hunter – miasto w Stanach Zjednoczonych, w stanie Arkansas, w hrabstwie Woodruff.